# Mrkalji (gmina Oštra Luka)
Mrkalji (cyr. Мркаљи) – wieś w Bośni i Hercegowinie, w Republice Serbskiej, w gminie Oštra Luka. W 2013 roku liczyła 36 mieszkańców.